# Shannonita
La shannonita és un mineral de la classe dels carbonats. Rep el seu nom en honor de David Shannon, prolífic col·leccionista i comerciant de minerals d'Arizona.

## Característiques
La shannonita és un carbonat de fórmula química Pb₂OCO₃. Cristal·litza en el sistema ortoròmbic. Els cristalls són anhèdrics en forma de plaques, de fins a 400 μm, agregats en crostes porcelanoses. La seva duresa a l'escala de Mohs és de 3 a 3,5.
Segons la classificació de Nickel-Strunz, la shannonita pertany a «05.BE - Carbonats amb anions addicionals, sense H₂O, amb Pb, Bi» juntament amb els següents minerals: hidrocerussita, plumbonacrita, fosgenita, bismutita, kettnerita i beyerita.

## Formació i jaciments
La shannonita és un mineral secondari rar que va ser descobert a la mina Grand Reef, al comtat de Graham (Arizona, Estats Units) a la zona d'oxidació, format probablement per la reacció d'aigua subterrània àcida amb cerussita en un dipòsit mineral de plom. També ha estat trobada al penya-segat Altemann, a Sehringen, a la Selva Negra (Baden-Württemberg, Alemanya); a l'excavació Kintore, a Broken Hill (Nova Gal·les del Sud, Austràlia); Bluttenberg, a Sainte-Marie-aux-Mines (Alt Rin, França); en dos indrets d'Àtica (Grècia); la mina Toopah-Belmont, al comtat de Maricopa i la mina Black Prince al comtat de Pinal (Arizona, EUA).
Sol trobar-se associada a altres minerals com: cerussita, litargiri, massicot, mini, hidrocerussita, fluorita, plumbojarosita, hematita, òxids de manganès, quars i moscovita.